# گلاله احمدی
گلاله احمدی (متولد ۱۹۸۲) سیاستمدار آلمانی اتحاد ۹۰/سبزها است که از سال ۲۰۲۱ به عنوان نماینده مجلس نمایندگان برلین مشغول به کار است.

## زندگی، تحصیل و شغل
احمدی در سال ۱۳۶۱ هجری شمسی در تهران به دنیا آمد. مادرش روزنامه نگار و پدرش مکانیک خودرو و کارمند اتحادیه کارگری بود. والدین او به دلیل عضویت در حزب توده ایران که طرفدار شوروی بود، تحت تعقیب سیاسی قرار گرفتند. گاهی اوقات زندانی می شدند یا مجبور بودند مخفیانه زندگی کنند. خانواده در سال ۱۹۹۶ به آلمان گریختند و در آنجا به مدت سه سال و نیم در یک کمپ پناهندگان زندگی می کردند و سپس در فورستنوالده ساکن شدند. گلاله تحصیلات مدرسه را به پایان رساند و در سال ۲۰۰۴ دیپلم خود را دریافت کرد. سپس در ماگدبورگ ، فرانکفورت (اودر) و برلین به تحصیل علوم سیاسی و تاریخ و فرهنگ خاورمیانه پرداخت. 
احمدی از سال۲۰۰۹ تا ۲۰۱۳ سخنگوی یک گروه دانشجویی آلمانی-ایرانی بود که برای دموکراسی و حقوق بشر در ایران فعالیت می کرد. او به عنوان بخشی از یک کمپین آموزشی در برلین، کارگاه هایی را در زمینه آموزش دموکراتیک، ضد تبعیض، ضد فمنیسم و ضد نژادپرستی رهبری کرد. 
احمدی بین سالهای ۲۰۱۷ تا ۲۰۱۹ در دفاتر پارلمانی بوندستاگ و مجلس نمایندگان برلین به عنوان دستیار پژوهشی کار می کرد. او همچنین مترجم بخش دادگستری سنای برلین بود. در سال ۲۰۱۹، او مدیر دفتر یکی از اعضای مجلس نمایندگان برلین شد. 

## سیاست
احمدی در سال ۲۰۱۳ به حزب سبزها پیوست و در فعالیت های سیاسی محلی در برلین شرکت کرد.   در انتخابات ایالتی برلین در سال ۲۰۱۶، او در حوزه انتخابیه شپانداو۲ شرکت کرد اما انتخاب نشد. اما در انتخابات محلی که در همان روز برگزار شد، او به عضویت شورای منطقه شپانداو انتخاب شد و در آنجا رئیس گروه پارلمانی سبزها شد.  احمدی در طول فعالیت سیاسی خود بار ها تهدید به خشونت قرار گرفته است.  
احمدی همچنین از سال ۲۰۱۹ نماینده شورای زنان فدرال سبز است، در سال‌های ۲۰۱۷ تا ۲۰۱۸ عضو گروه راهبری ایالتی آموزش و پرورش و در سال ۲۰۱۹ یکی از سخنرانان کارگروه ایالتی "زنان* و جنسیت" بود. 
احمدی به عنوان نامزد سبزها برای حوزه انتخابیه شپانداو 3 در انتخابات ایالتی برلین در سال ۲۰۲۱ و همچنین رتبه نهم در لیست ایالتی حزب نامزد شد. او با ۱۳.۵ درصد آرا سوم شد و در فهرست ایالتی به عضویت مجلس نمایندگان برلین انتخاب شد.  پس از آن، او سخنگوی سبزها در موضوع امنیت و سیاست رسانه ای شد. در ژانویه ۲۰۲۲، او به عنوان رئیس کمیته داخلی انتخاب شد. 

## لینک های خارجی
- Persönliche Website